# Az angol nyelv napja
Az angol nyelv napját minden évben április 23-án tartják meg. Az eseményt az  ENSZ Tájékoztatási Osztálya alapította 2010-ben „a többnyelvűség és a kulturális sokszínűség ünneplésére, valamint a hat hivatalos nyelv egyenlő használatának elősegítése okán a szervezetben”.
Azért választották április 23-át, mert ez a dátum „hagyományosan William Shakespeare születésnapja és halálának időpontja". Az ENSZ öt másik hivatalos nyelvének ünneplésére további napokat jelöltek ki.

## Kapcsolódó szócikk
- Világnapok és nemzetközi akciónapok listája